# Plouigneau
Plouigneau es una comuna nueva francesa situada en el departamento de Finisterre, de la región de Bretaña.

## Historia
El 1 de enero de 2019 pasó a ser una comuna nueva al absorber la comuna de Le Ponthou.

## Demografía
Según los datos aportados en la resolución del prefecto de Finisterre, la comuna nueva se crea con 5298 habitantes.

## Composición
| Comuna fusionada | Código INSEE | Población   | Superficie (km²) | Densidad (hab./km²) |
| ---------------- | ------------ | ----------- | ---------------- | ------------------- |
| Le Ponthou       | 29219        | 175 (2016)  | 1.34             | 131                 |
| Plouigneau       | 29199        | 4849 (2014) | 63.48            | 76                  |